# Centre d'Operacions de Rubí
El Centre d'Operacions de Rubí (COR) és un centre de Ferrocarrils de la Generalitat de Catalunya que és el dipòsit i taller central de la línia Barcelona-Vallès i el centre de comandament de la circulació ferroviària de la línia Barcelona-Vallès i línia Llobregat-Anoia.
Anteriorment les cotxeres i tallers de la línia Barcelona-Vallès també es trobaven a les cotxeres de Sarrià, però aquestes van ser desmantellades l'any 2004 per centralitzar-ho al COR de Rubí.

## Centre de Comandament Integrat de Rubí
El Centre de Comandament Integrat de Rubí (CCI de Rubí) es va inaugurar el 2008 i gestiona la circulació de totes les línies metropolitanes de Ferrocarrils de la Generalitat de Catalunya: Línia Barcelona-Vallès i Línia Llobregat-Anoia, a més del Funicular de Vallvidrera i es controlen les 74 estacions de les dues línies.
Anteriorment la línia Llobregat-Anoia es gestionava des de Sant Boi de Llobregat. El Centre de Comandament Integrat està format per: Control de Trànsit Centralitzat (CTC), Centre de Supervisió d'Estacions, Centre d'Informació al Client, Telecomandament d'Energia i Sala polivalent.